# The Quiet Ones
The Quiet Ones  (Silencio del más allá, en Hispanoamérica y El estigma del mal en España) es una película de terror sobrenatural de 2014 dirigida por John Pogue. Fue estrenada en cines el 10 de abril de 2014 en Reino Unido y el 25 de abril de 2014 en Estados Unidos, la película es protagonizada por Jared Harris como un profesor intentando demostrar las manifestaciones de un poltergeist de un humano. La película está basada en el experimento Philip, un experimento de parapsicología de 1972 hecho en Toronto.

## Reparto
- Jared Harris como el Profesor Joseph Coupland.
- Sam Claflin como Brian McNeil.
- Olivia Cooke como Jane Harper.
- Erin Richards como Kristina Dalton.
- Rory Fleck Byrne como Harry Abrams.
- Laurie Calvert como Phillip.
- Max Pirkis como David Q.
- Aldo Maland como joven David.
- Tracy Ray como David Q's Mother.
- Richard Cunningham

## Producción
Hammer Film Productions empezó la fotografía principal de la película el 12 de junio de 2012 en Inglaterra. La filmación empezó en julio en Oxfordshire. El director de la película es John Pogue y fue escrita por Tom DeVille y revisada por Craig Rosenberg, Oren Hoverman y John Pogue.

### Filmación
El rodaje comenzó el 12 de junio de 2012 por Hammer Film Productions. Luego, en julio la filmación comenzó en Oxfordshire y Hertfordshire. La filmación tuvo lugar en la Universidad Merton y la Librería Bodleian en Oxford. Hammer Films terminó la filmación el 16 de julio de 2012.

## Recepción

### Taquilla
La película recaudó $3,880,053 en su primer fin de semana. En Reino Unido, recaudó $8,509,867 y $9,325,000 internacionalmente, recaudando $17,834,867.

### Críticas
En Rotten Tomatoes tiene un 35%. En Metacritic tiene un 41/100 basado en 24 críticas.